# Nikinjärvi
Nikinjärvi är en sjö i Övertorneå kommun i Norrbotten och ingår i Torneälvens huvudavrinningsområde. Sjön har en area på 0,107 kvadratkilometer och ligger 218,7 meter över havet.

## Delavrinningsområde
Nikinjärvi ingår i det delavrinningsområde (744278-183754) som SMHI kallar för Mynnar i Pentäsjoki. Medelhöjden är 202 meter över havet och ytan är 26,01 kvadratkilometer. Räknas de 3 avrinningsområdena uppströms in blir den ackumulerade arean 125,7 kvadratkilometer. Aapuajoki som avvattnar avrinningsområdet har biflödesordning 3, vilket innebär att vattnet flödar genom totalt 3 vattendrag innan det når havet efter 165 kilometer. Avrinningsområdet består mestadels av skog (68 procent) och sankmarker (26 procent). Avrinningsområdet har 0,11 kvadratkilometer vattenytor vilket ger det en sjöprocent på 0,4 procent.